# Ruta 22 (Bolivien)
Die Ruta 22 ist eine Nationalstraße im südamerikanischen Andenstaat Bolivien.

## Streckenführung
Die Straße hat eine Länge von 249 Kilometern.
Die Ruta 22 verläuft von Norden nach Süden im Südwestteil des Departamento Santa Cruz und verbindet die Ruta 7 bei Mataral mit der Ruta 9 bei Ipitá. Die Straße verbindet die fruchtbaren Ebenen von Vallegrande mit der Metropole Cochabamba im Norden und den Voranden-Regionen des Chaco im Süden, wobei die Ruta 22 auf ihrer gesamten Strecke die südöstlichen Ausläufer der Cordillera Oriental durchläuft.
Der nördliche Teil der Strecke von Mataral bis Vallegrande ist asphaltiert, die restlichen 198 Kilometer südlich von Vallegrande sind noch unbefestigt.

## Geschichte
Die Straße ist mit Dekret 25.134 vom 31. August 1998 zum Bestandteil des bolivianischen Nationalstraßennetzes "Red Vial Fundamental" erklärt worden.

## Streckenabschnitte

### Departamento Santa Cruz
- km 000: Mataral – 1387 m – 939 Einwohner (Fortschreibung 2010)
- km 028: Trigal – 1.623 m – 725 Einwohner
- km 053: Vallegrande – 2.041 m – 9.304 Einwohner
- km 061: Guadalupe – 2.057 m – 711 Einwohner
- km 136: Masicurí – 715 m – 257 Einwohner
- km 249: Ipitá – 923 m – 374 Einwohner